# Overpowered

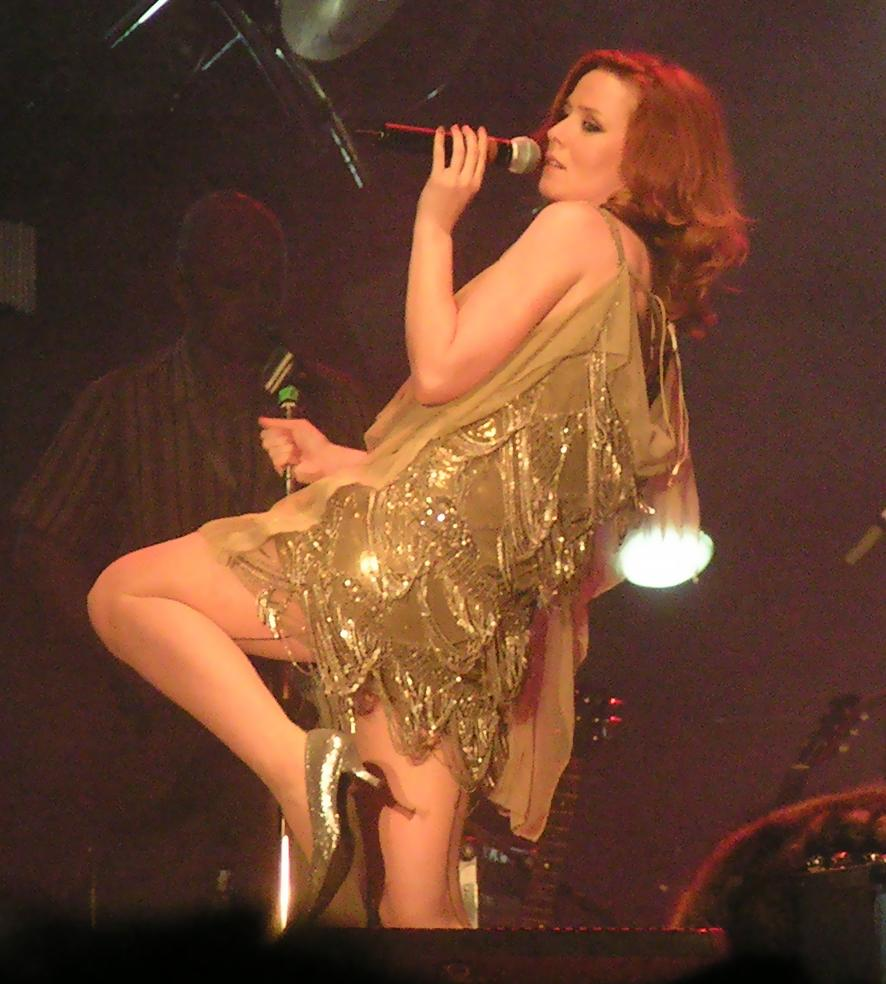
Róisín Murphy

Overpowered är den irländska sångerskan Róisín Murphys andra soloalbum, utgivet den 15 oktober 2007.

## Låtförteckning
1. "Overpowered" - 5:07
2. "You Know Me Better" - 4:17
3. "Checkin' on Me" - 4:39
4. "Let Me Know" - 5:09
5. "Movie Star" - 4:01
6. "Primitive" - 4:50
7. "Footprints" - 3:37
8. "Dear Miami" - 3:40
9. "Cry Baby" - 5:54
10. "Tell Everybody" - 3:51
11. "Scarlet Ribbons" - 5:35
12. "Body Language" - 4:39 (bonusspår UK)
13. "Parallel Lives"  - 4:22 (bonusspår UK)
14. "Pandora" (bonusspår Itunes) - 3:56